# Браун, Акош
Акош Браун (венг. Ákos Braun; род. 26 июня 1978, Пакш) — венгерский дзюдоист, чемпион и призёр чемпионатов Венгрии и Европы, чемпион и призёр чемпионатов мира среди студентов, победитель международных турниров, чемпион мира.

## Биография
Выступал в лёгкой (до 73 кг) весовой категории. Чемпион (2003 и 2007 годы), серебряный (2000 год) и бронзовый (1995, 1996, 1998, 2001 и 2002 годы) призёр чемпионатов Венгрии. Чемпион (2005 год) и бронзовый призёр (2008 год) континентальных чемпионатов. В 2005 году в Каире стал чемпионом мира.